# Liste des sites Ramsar en Papouasie-Nouvelle-Guinée
Cet article recense les zones humides de Papouasie-Nouvelle-Guinée concernées par la convention de Ramsar.

## Statistiques
La convention de Ramsar est entrée en vigueur en Papouasie-Nouvelle-Guinée le 16 juillet 1993.
En janvier 2020, le pays compte 2 sites Ramsar, couvrant une superficie de 5 949,24 km2.

## Liste
| Site                                            | Province                   | Notes | Date              | Superficie (km²) | Altitude (m) | Identifiant Ramsar | Identifiant WDPA | Coordonnées                      | Photo |
| ----------------------------------------------- | -------------------------- | ----- | ----------------- | ---------------- | ------------ | ------------------ | ---------------- | -------------------------------- | ----- |
| Zone de gestion de la vie sauvage de Tonda (en) | Ouest                      |       | 16 mars 1993      | 5 900,00         | 0 - 45       | 591                | 68136            | 8° 45′ 00″ sud, 141° 22′ 59″ est |       |
| Lac Kutubu                                      | Hautes-Terres méridionales |       | 25 septembre 1998 | 49,24            | 808          | 961                | 166883           | 6° 25′ 59″ sud, 143° 19′ 59″ est |       |